# Ibiam
Ibiam est une ville brésilienne de l'ouest de l'État de Santa Catarina.

## Géographie
Ibiam se situe par une latitude de 27° 10′ 53″ sud et par une longitude de 51° 14′ 13″ ouest, à une altitude de 724 mètres. Sa population était de 1 945 habitants au recensement de 2010. La municipalité s'étend sur 147 km2.
Elle fait partie de la microrégion de Joaçaba, dans la mésorégion Ouest de Santa Catarina.

## Villes voisines
Ibiam est voisine des municipalités (municípios) suivantes :
- Campos Novos
- Herval d'Oeste
- Ibicaré
- Tangará